# Visay Phaphouvanin
Visay Phaphouvanin (Vientián, 12 de junio de 1985) es un futbolista de Laos que juega como delantero. Su equipo actual es el Lao Police.

## Trayectoria
Con 17 años a cuestas, hizo su debut en la liga con el Vientiane FC. Sus sobresalientes actuaciones le valieron ser contratado al año siguiente por el club tailandés Udon Thani, en el que estuvo una temporada. Al año siguiente, regresó a su club de origen, en donde permaneció hasta el 2012.
Tras el retiro del Vientiane para la temporada 2013, Phaphouvanin firmó por el Lao Police.

## Selección nacional
Jugó su primer partido con la selección el 18 de diciembre de 2002 frente a Tailandia (por la Copa del Tigre) y de inmediato anotó su primer gol (el marcador terminó 5-1 a favor de Tailandia).
Mantuvo una buena racha de jugar sus cinco primeros partidos y en todos ellos anotar un gol.   
Ha jugado por su selección en la edición clasificatoria a la Copa Mundial del 2006 y 2014, además de otros partidos, como de la Copa AFF Suzuki.
Es el máximo goleador de su selección al registrar 18 goles en 53 partidos jugados.

## Estadísticas

### Resumen estadístico
| Competición                                  | Partidos | Goles | Promedio |
| -------------------------------------------- | -------- | ----- | -------- |
| Eliminatorias al Mundial                     | 8        | 4     | 0,50     |
| Copa del Tigre, ASEAN, AFF Suzuki            | 32       | 11    | 0,34     |
| Copa Asiática                                | 2        | 2     | 1,00     |
| Copa Desafío de la AFC (Clasif., Fase final) | 4        | 0     | 0,00     |
| Amistosos                                    | 7        | 1     | 0,14     |
| TOTAL                                        | 53       | 18    | 0,34     |

## Clubes
| Club          | País      | Año         |
| ------------- | --------- | ----------- |
| Vientiane FC  | Laos      | 2002        |
| Udon Thani FC | Tailandia | 2003        |
| Vientiane FC  | Laos      | 2004 - 2012 |
| Lao Police    | Laos      | 2013 -      |